# Lista över Frisiens regenter

Frisiens flagga, med de sju liljorna.

De äldsta regenterna av Frisiska riket, om de så var kallade hertigar eller kungar, fastställs av de Merovingiska kungarnas krönikor med vilka de var samtida. I dessa krönikor kallades de för dux, ett latinskt ord som senare utvecklades till Engelskans duke, hertig. Dessa regenter var självständiga minst tills kung Radbods död.

## Lista över regenter

### Kungar
• Finn Folcwalding, sagokung
• Audulf, 600
• Aldegisel I, ?-680
• Radbod I, 680-719
• Poppo, 719-734

### Grevar
År 775 tog Karl den store kontroll över vad som återstod av det Frisiska riket och utsåg följande grevar att styra över området:
• Godfred Haraldsson, 810-839
• Rorik, 839-875
• Gerulf I, 875-883
• Gerulf II, 883-916 (Frisien införlivas i grevedömet Holland år 922)